# Muhammad II. al-Faqih
Muhammad II. (* 8. Oktober 1236 in Jaén; † 7. April 1302 in Granada), mit Beinamen al-Faqih („der Rechtsgelehrte“), war von 1273 bis 1302 Emir von Granada.
Muhammad II. trat die Nachfolge seines Vaters Muhammad I. ibn Nasr (1232–1273) in Granada an. Durch das Erstarken der Meriniden in Marokko war er zu einer Schaukelpolitik zwischen diesen und Kastilien gezwungen, da beide Mächte die Meerenge von Gibraltar beherrschen wollten (Tarifa und Algeciras befanden sich im Besitz der Nasriden). Dabei wurde Muhammad II. von Aragon und Genua unterstützt, die als Seemächte des Mittelmeeres ein großes Interesse am freien Zugang zum Atlantik hatten.
Zunächst musste allerdings ein Bündnis mit den Meriniden abgeschlossen werden, denen Algeciras, Tarifa und Gibraltar als Stützpunkte überlassen wurden (1275–1293). Nachdem diese aber ihren Einfluss im westlichen Teil des Sultanats von Granada ausdehnten und sich mit den oppositionellen Banu Ashkilula verbündeten, kam es auch zu Kämpfen zwischen den Nasriden und Meriniden. 1279 gelang Muhammad II. die Unterwerfung von Málaga, in dem sich die Banu Ashkilula verschanzt hatten. Ein Bündnis der Meriniden mit den Banu Ashkilula und Kastilien gegen Granada (1280–1281) konnte neutralisiert werden. Nachdem die Banu Ashkilula 1288 bei Guadix besiegt und nach Nordafrika vertrieben worden waren, verbündete sich Muhammad II. mit Kastilien und vertrieb die Meriniden aus Tarifa. 1295 wurde dann wiederum Kastilien angegriffen und einige Grenzgebiete erobert.
Nach dem Tod von  Muhammad II. wurde sein Sohn Muhammad III. Nachfolger auf dem Thron von Granada (1302–1309).